# Saïd Mestiri
Pour les articles homonymes, voir Famille Mestiri et Mestiri.
 (juin 2012).
Saïd Mestiri, né le 22 juin 1919 à Tunis et mort le 19 août 2014 à La Marsa, est un médecin chirurgien et historien tunisien.

## Biographie
Saïd Mestiri naît dans une famille de la grande bourgeoisie tunisoise composée de propriétaires terriens installés à Tunis à la fin du XVIIIe siècle après avoir quitté Monastir. Il épouse Zohra, fille du grand vizir M'hamed Chenik.
Mestiri étudie à l'école primaire de Khereddine, au lycée Carnot de Tunis et à la faculté de médecine et de pharmacie d'Alger, où il obtient son doctorat avec la thèse Traitement moderne des brûlures en 1948.
En 1951, il est désigné comme chirurgien assistant des hôpitaux de Tunisie puis devient chef du service chirurgie à l'hôpital Habib-Thameur en 1956 ; il en devient chef de service des chirurgies en 1959. Entre 1964 et 1966, il est promu comme médecin général et prend les fonctions de chef de service à l'hôpital de La Rabta entre 1965 et 1985. Entre 1961 et 1962, il devient à la fois président de la Société tunisienne des sciences médicales et vice-président du Conseil national de l'Ordre des médecins de Tunisie. En 1970, il est désigné comme professeur de chirurgie à la faculté de médecine de Tunis, poste qu'il occupe jusqu'en 1980, et préside en 1973 la Société tunisienne de chirurgie.
Après la fin de sa carrière dans la médecine en 1985, il publie des livres sur la médecine arabo-islamique et l'histoire de la Tunisie.
Son frère Ahmed effectue une carrière politique, devenant ministre à plusieurs reprises. Son fils Omar, fondateur de Radio Kalima, épouse la journaliste Sihem Bensedrine et sa fille Safia épouse l'avocat et homme politique Ahmed Néjib Chebbi.

## Publications
- Moncef Bey, t. I : Le règne, Tunis, Arcs Éditions, 1988.
- Moncef Bey, t. II : Chronique des années d'exil, Tunis, Arcs Éditions, 1990 (ISBN 978-9973740014).
- Le ministère Chenik à la poursuite de l'autonomie interne, Tunis, Arcs Éditions, 1991 (ISBN 978-9973740045).
- Le métier et la passion : chirurgien en Tunisie, Tunis, Arcs Éditions, 1995 (ISBN 978-9973740311).
- Albucassis, Abulqacim Khalef Ibn Abbès Az-zahraoui : grand maître de la chirurgie arabe, Tunis, Arcs Éditions, 1997 (ISBN 978-9973740489).
- Le médecin dans la cité : origines et évolution de la médecine arabo-islamique, Tunis, Sud Éditions, 2006 (ISBN 978-9973844651).
- Moncef Bey, Tunis, Sud Éditions, 2008 (ISBN 978-9973844866).
- Moncef Mestiri, aux sources du Destour, Tunis, Sud Éditions, 2011 (ISBN 978-9938010466).